# Wedge Tomb von Boviel

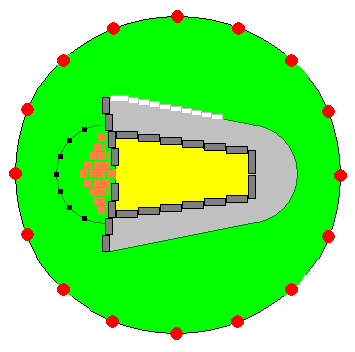
Schema eines Wedge Tombs

Das Wedge Tomb von Boviel (auch Cloghagalla oder Cloghnagalla genannt) liegt nördlich der A 6 auf einer Wiese neben einem Hohlweg im Townland Boviel, östlich von Dungiven, im County Londonderry in Nordirland. Wedge Tombs sind doppelwandige, ganglose, mehrheitlich ungegliederte Megalithbauten der späten Jungsteinzeit und der frühen Bronzezeit und neben Court-, Portal- und Passage Tombs die typischen Megalithanlagen in Irland. Von den Wedge Tombs sind circa 580 Exemplare bekannt, die sich hauptsächlich im Westen der Insel befinden.
Die verhältnismäßig große Megalithanlage hat eine gut erhaltene Außenwand aus 26 Randsteinen und eine gerade Fassade. Das große Wedge Tomb ist 6,4 lang und vorne 5,1 m breit und verjüngt sich auf 2,5 m an der Rückseite. Die 6,4 m lange Galerie ist durch zwei seitliche Tragsteine und einen Sturz in Vor- und Hauptkammer unterteilt. Die Vorkammer ist 1,8 m lang und 1,65 m breit. Die aus 13 aufrechten und drei verstürzten Tragsteinen bestehende Hauptkammer ist 4,6 lang. An der Rückseite der Galerie liegt ein Deckstein(stück) auf dem Endstein auf. 
Die Ausgrabung im Jahr 1938 ergab neolithische Keramik und solche des sogenannten „beaker style“ vom Beginn der Bronzezeit, Werkzeuge und Abschläge aus Feuerstein sowie die verbrannten Überreste eines vermutlich weiblichen Erwachsenen.